# Wereldkampioenschap voetbal 2018 (Groep B) Spanje - Marokko
Dit artikel gaat over de wedstrijd in de groepsfase in groep B tussen Spanje en Marokko die gespeeld werd op maandag 25 juni 2018 tijdens het wereldkampioenschap voetbal 2018. Het duel was de 35e wedstrijd van het toernooi.

## Voorafgaand aan de wedstrijd
- Spanje stond bij aanvang van het toernooi op de 10e plaats van de FIFA-wereldranglijst.[1]
- Marokko stond bij aanvang van het toernooi op de 41e plaats van de FIFA-wereldranglijst.[2]
- De confrontatie tussen de nationale elftallen van Spanje en Marokko vond twee maal eerder plaats.[3]
- Het duel vond plaats in het Stadion Kaliningrad in Kaliningrad. Dit stadion werd in 2017 geopend en heeft gedurende het wereldkampioenschap een capaciteit van 35.212.

## Wedstrijdgegevens[4]
| Datum                | 25 juni 2018                                                                                | 25 juni 2018                                                                                |
| Wedstrijdnummer      | 35                                                                                          | 35                                                                                          |
| Stadion              | Stadion Kaliningrad, Kaliningrad                                                            | Stadion Kaliningrad, Kaliningrad                                                            |
| Toeschouwers         |                                                                                             |                                                                                             |
| Scheidsrechter       | Ravshan Irmatov                                                                             | Ravshan Irmatov                                                                             |
| Assistenten          | Abdukhamidullo Rasulov Jakhongir Saidov                                                     | Abdukhamidullo Rasulov Jakhongir Saidov                                                     |
| Vierde official      | Mohammed Abdulla                                                                            | Mohammed Abdulla                                                                            |
| Videoscheidsrechters | Felix Zwayer Mark Borsch (assistent) Bastian Dankert (assistent) Danny Makkelie (assistent) | Felix Zwayer Mark Borsch (assistent) Bastian Dankert (assistent) Danny Makkelie (assistent) |
| Man van de wedstrijd | Isco                                                                                        | Isco                                                                                        |
|                      | Spanje                                                                                      | Marokko                                                                                     |
| Doelpunten           | 2                                                                                           | 2                                                                                           |
| Gele kaarten         | 0                                                                                           | 6                                                                                           |
| Rode kaarten         | 0                                                                                           | 0                                                                                           |
| Wissels              | 3                                                                                           | 3                                                                                           |
| Schoten op doel      | 5                                                                                           | 4                                                                                           |
| Schoten naast doel   | 11                                                                                          | 2                                                                                           |
| Overtredingen        | 5                                                                                           | 17                                                                                          |
| Hoekschoppen         | 7                                                                                           | 1                                                                                           |
| Buitenspel           | 1                                                                                           | 1                                                                                           |
| Vrije trappen        | 18                                                                                          | 7                                                                                           |
| Balbezit (%)         | 69                                                                                          | 31                                                                                          |

| Spanje | 2 – 2        | Marokko |
| Isco 19' Iago Aspas 90+1' | goals        | 14' Khalid Boutaïb 81' Youssef En-Nesyri |
| Hervé Renard | bondscoach   | Fernando Hierro |
| David de Gea Daniel Carvajal Gerard Piqué Sergio Busquets Andrés Iniesta Thiago Alcántara 74' Sergio Ramos Jordi Alba Diego Costa 74' David Silva 84' Isco | opstellingen | Munir Mohamedi Achraf Hakimi Manuel da Costa Romain Saïss Hakim Ziyech 85' Karim El Ahmadi Younès Belhanda 63' Khalid Boutaïb 72' Mbark Boussoufa Nordin Amrabat Nabil Dirar |
| Iago Aspas 74' Marco Asensio 74' Rodrigo 84' | wissels      | 63' Fayçal Fajr 72' Youssef En-Nesyri 85' Aziz Bouhaddouz |
| | gele kaarten | 21' Karim El Ahmadi 29' Nordin Amrabat 31' Mbark Boussoufa 31' Manuel da Costa 88' Munir Mohamedi 90+3' Achraf Hakimi                                                        |